# رولاند ريفيرو ريفيرو
رولاند ريفيرو ريفيرو (بالإسبانية: Rolando Rivero Rivero)‏ هو سياسي مكسيكي، ولد في 2 سبتمبر 1944 في كواويلا في المكسيك. حزبياً، نشط في حزب العمل الوطني. وقد انتخب عضو مجلس النواب المكسيك.